# Eternal (компьютерная игра)
Eternal — Коллекционная карточная игра, разработанная американской студией Dire Wolf Digital. Игра находится в раннем доступе Steam. Русскоязычную версию локализует компания Mail.Ru. Игра доступна для PC, iOS и Android. Модель распространения игры — Free-to-play.

## Игровой процесс
Eternal Card Game представляет собой типичную коллекционную карточную игру на манер Magic: the Gathering. Собрав колоду из собственных или предложенных карт, игроку нужно снизить здоровье оппонента с 25 до 0 единиц, по очереди выкладывая карты на поле боя. Большое разнообразие игровых механик позволяет выстраивать разные стратегии, поэтому много внимания уделяется подготовке самой колоды и принятию решений во время матча. В основе игры лежит уникальный мир, придуманный самим разработчиком. В нем сочетаются самые разные жанры: классическое фентези, вестерн, стим-панк и другие.
В игре существует возможность создания (крафта) карт из материала аниматрин (shiftstone), который выдается при распылении уже имеющихся копий или при вскрытии набора-бустера.

### Карты
Карты делятся на несколько типов. Они могут иметь дополнительные свойства, которые прописаны словами по центру карты. Для удобства некоторые боевые умения отмечаются отдельным значком.
- Карты власти — пополняют запас силы игрока, необходимый для розыгрыша карт. Они не обладают стоимостью. Можно разыграть только одну карту такого типа за ход, если не указано иное.
- Существа — карты, обладающие показателями силы и здоровья. Выкладываются на поле боя. Ими можно атаковать (по умолчанию существо атакует оппонента) и блокировать. По достижении 0 здоровья или меньше уходят в сброс (Бездна). Существа восстанавливают здоровье в конце каждого хода.
- Заклинания — одноразовые карты-эффекты. Могут быть обычные или быстрые (см. Структура хода).
- Проклятие — карта, которая прикрепляется к чужому существу или герою и накладывает на него отрицательный эффект.
- Реликвия — карта, надеваемая на аватар персонажа и дающая постоянный эффект. Может быть снята обезаруживающим заклинанием.
- Оружие — дополнительная карта для существа, дающая ему бонусы.
- Реликтовое оружие — дополнительная карта для аватара игрока, дающая ему бонусы и возможность атаковать самому.

Карты также различаются по степени редкости: обычные, необычные, редкие, промо и легендарные. Получать карты можно во время прохождения кампании, выполнения заданий, создавать самому при наличии специальных предметов или же приобретать наборы карт в магазине.

### Ресурсы
Eternal реализует пороговую систему работы с системой ресурсов. Чтобы разыграть ту или иную карту, понадобится определенное количество силы (цифра на карте слева сверху) и власти (символы стихий на карте слева сверху). При этом запас силы общий для всех карт вне зависимости от требуемой власти. То есть сила считается стоимостью карты, а власть — требованием для выкладки на стол.
В игре существует пять фракций (мировых сил), каждой из которых соответствует свой цвет.
- Стихия — синий.
- Пламя — красный.
- Время — желтый.
- Порядок — зеленый.
- Тень — фиолетовый.

Также существуют карты нескольких фракций (черная рамка) и нейтральные (серые), без привязки к цвету.

### Структура хода
В начале игры игроки получают по 7 карт. Разрешена одна пересдача, в ходе которой игрок гарантированно получает 2-4 карты силы. Случайным способом выбирается тот, кто будет ходить первым. За исключением самого первого хода, в начале своего хода игрок тянет карту.
За свой ход игрок может в любом порядке:
- пополнить запас силы;
- разыграть любые карты, которые соответствуют условиям;
- объявить атаку существами;
- активировать свойство реликвии;
- ударить реликтовым оружием.

После объявления атаки, оппонент может выбрать блокирующих существ, разыграть быстрое заклинание или существо со свойством Засада (Ambush). Игрок также может отвечать быстрыми заклинаниями. После выбора блокирующих и сразу после битвы, игроки снова могут разыгрывать быстрые заклинания до окончания хода.

### Режимы игры

#### PvE
Головоломки: набор тактических задач разного уровня сложности, каждая из которых воспроизводит некую ситуацию на игровом поле. Игроку предлагается придумать, как уничтожить оппонента за один ход.
Кампания: режим истории, сопровождается комиксами про персонажей. На данный момент в игре три кампании. Сюжет первой кампании «Пустующий трон» (Empty Throne) рассказывает о пяти персонажах, так или иначе связанных с Кейфасом: бастард Калеб, дочь Вара, сестра Талир, жена Айлин и дядя Ролант. Вторая кампания «Охотник за головами» (Jekk’s Bounty) рассказывает о приключениях наемного убийцы Джекка и представляет собой набор разных миссий с особыми условиями. Третья — «История Хоруса Тревера» — рассказывает историю становления меченых — главных антагонистов вселенной. За прохождение каждой кампании игрок получает в награду тематические карты.
Испытание (Gauntlet): игрок выбирает колоду и начинает серию игр из 7 боев. Игра идет до первого поражения или пока не кончится вся серия. Последняя битва — босс с особыми условиями боя.
Кузня миров (Forge): игрок тянет 25 карт, последовательно выбирая из трех предложенных. Затем игра добавляет в колоду необходимые карты силы. Необходимо выиграть 7 боев, на втором поражении серия заканчивается. Доступ к режиму платный. Выбранные карты добавляются в коллекцию.

#### PvP
События (Event): временные ивенты от разработчика.
Экспедиция): битва 1 на 1 против оппонента, картами определённой компании.
Рейтинговая битва (Ranked): игрок проходит 5 отборочных матчей и затем сражается за место в рейтинге, получая очки за победу и теряя их за поражение. В конце каждого рейтингового сезона выдается соответствующая месту награда. Ранги: бронза, серебро, золото, алмаз, мастер.
Схватка (Draft): Игрок тянет карты из нескольких бустеров, затем составляет из них вариант колоды из ХХ карт. Затем игра ведется до трех поражений или семи побед. Доступ к режиму платный. Выбранные карты добавляются в коллекцию.

## Разработка
О разработке Eternal объявили в январе 2016 года на PAX South, в апреле этого же года началось закрытое бета-тестирование. 18 ноября 2016 года началось открытое бета-тестирование игры. Аккаунты людей, участвовавших в закрытом тестировании, были удалены, но участники первого этапа получили бесплатные наборы карт, их количество зависело от размера предыдущей коллекции. С этого момента начался период, в ходе которого Eternal была игрой «раннего доступа», это продолжалось до ноября 2018 года.
Игра была разработана Dire Wolf Digital, в команду разработчиков входили люди, попавшие в зал славы Magic: The Gathering.
В июне 2017 года приложение для iPad было подготовлено к региональному запуску: игру выпустили в Австралии и Канаде.
Летом 2018 года, благодаря уязвимости в защите Steam Web API, стало известно, что точное количество пользователей сервиса Steam, которые играли в игру хотя бы один раз, составляет 324 938 человек.

## Киберспорт
В 2017 году Eternal стала одной из дисциплин Всероссийской киберспортивной студенческой лиги, которую проводит Федерация компьютерного спорта России . 